# Paco de María
Paco de María (Ciudad Obregón; 3 de marzo de 1984) es un cantante mexicano. Como solista, es conocido también como La Voz del Big Band por ser precursor de la nueva corriente del estilo musical Big Band en México desde 2007, al incorporar una orquesta de hasta 40 músicos en sus discos y hasta 20 en sus espectáculos. La fusión musical de jazz, swing, balada, pop latino, bolero, bossa nova y jazz latino y actualmente rock y música contemporánea que suele presentar ha provocado que un público joven de nuevas generaciones se acerquen y conozcan ritmos musicales que ya no escuchan en la música popular a nivel comercial.  Su discografía comprende cuatro álbumes: Enamórate (2007), Una Buena Señal (2011) y Cuando Quieras... (2014) y Paco de Maria (2018), actualmente prepara su quinta producción discográfica que será nuevamente punta de lanza y una grata sorpresa al presentar éxitos de grandes bandas de rock de los años 70´s 80´s y más.  

## Historia
Originario de Ciudad Obregón, Sonora, nació heredero de la vena musical de una familia de artistas. Mientras su abuelo, Paco de Miguélez, maestro de canto de alto prestigio en las décadas de los años 70 y 80, se dedicaba a trabajar las voces de grandes intérpretes como las de José José, Lupita D'Alessio, Fernando de la Mora, Vikki Carr, Yuri y Manoella Torres, entre muchos más, su madre, amante del arte, y su padre, melómano de los grandes crooners, legaron a su hijo el gusto por la música de las grandes orquestas.
Con una formación musical en Estados Unidos y en México, Paco de María llegó en febrero de 2002 a la Ciudad de México a continuar su formación artística, tomando teatro con los maestros Raúl Quintanilla y Héctor Mendoza. La ópera y la zarzuela son también dos géneros que exploró a través de su maestro de canto, Antonio Duque, con quien continúa durante tres años de formación vocal. Es en ese periodo que se topa a Eduardo Magallanes, músico, arreglista y productor de éxitos continentales, con quien realiza su álbum debut, Enamórate en el que incluye un repertorio de grandes canciones y boleros de los años 40 versionados con un sonido Big Band nunca antes experimentado en tal escala. Durante la etapa de producción de disco, Juan Gabriel escucha avances del proyecto musical e inmediatamente le obsequia de propia mano el tema Enamórate, mismo que daría título a aquel primer álbum. Posteriormente, “El Divo de Juárez” lo invitaría a compartir el escenario, su orquesta y su público con él en uno de sus conciertos en el Auditorio Nacional. El álbum, es lanzado con el sencillo Perfidia y comienza a provocar la atención por tratarse de una versión totalmente renovada con bases musicales de jazz tradicional y destellos de pop contemporáneo.
A pocos meses de su lanzamiento, la novedosa propuesta musical de Paco de María fue punta de lanza e inspiración para que otros artistas comenzaran a grabar en México discos de concepto con orquestas.
Su primer concierto en vivo se llevó a cabo el 14 de febrero de 2008 en La Planta de Luz, un teatro-bar que fue considerado como uno de los mejores espacios alternativos de la Ciudad de México en los años 90 y en la década del 2000, por abrir sus puertas a talentos independientes de calidad.
A partir de ahí inicia con una serie de presentaciones por la República Mexicana, dándose a conocer de boca en boca a través de la gente que asistía a sus shows. En estas ocasiones compartió el escenario con figuras como Paul Anka y Raúl Di Blasio, de quienes ha recibido admiración y excelentes impresiones.
Paralelamente, fue invitado a participar en el reality de Univisión ¡Viva el sueño! destacando por su personalidad y talento, así como ganando miles de adeptos entre el público hispanoparlante de la Unión Americana y Puerto Rico.
Tras haber recibido una invitación para hacer 4 presentaciones en el show center Joy City, Ciudad de México, la respuesta del público se convirtió en una serie de llenos absolutos que lo llevaron a sostener una larga temporada con más de 150 presentaciones en Fat Crow y en Voilà Acoustique, ambos, foros de prestigio en la capital mexicana que se convirtieron en un nicho importante de difusión y de grandes veladas para Paco de María y su Big Band.
En 2011, lanzó su segundo álbum, Una Buena Señal, en edición física para México y a nivel mundial en formato digital, con el que debuta como productor ejecutivo y en el que evoluciona el sonido del Big Band al fusionarlo con ritmos de Jazz, Pop, Bossa Nova y Latin Jazz, a través de canciones emblemáticas en las últimas décadas, así como temas inéditos producidos por el joven productor colombiano Tommy Ruiz, creando un sonido evolucionado y generado una respuesta muy positiva por parte de la prensa especializada y de los medios de comunicación, así como importantes apariciones en las listas de ventas.
En noviembre de ese año, debuta en el Lunario del Auditorio Nacional, con taquilla agotada.
Un año más tarde, en 2012, lanza se primer recopilatorio titulado La Voz del Big Band, en una edición especial que incluye lo mejor de sus dos primeros discos y un DVD con videoclips. El álbum acapara la atención de más público y los puntos de venta comienzan a colocarlo tanto en la sección de pop latino y en la sección especializada de jazz vocal, entre cantantes internacionales de idioma distinto al español. Ese mismo año, se presenta en concierto, ante mil espectadores en El Plaza Condesa, teniendo como invitado especial a David Cavazos.
En mayo de 2013, lanza en formato digital Desahogo, primer sencillo de lo que sería su siguiente álbum. La canción es acompañada por un videoclip en el que se ve a un Paco de María con una madurez musical evolutiva. En septiembre lanza el segundo corte, Dueño de Nada, también acompañado por su respectivo video; ambos temas anuncian que el álbum será algo espectacular, mientras que los éxitos sobre el escenario continúan dando frutos a lo largo del país.
En 2014, finalmente sale a la venta su tercer álbum de estudio, Cuando Quieras…, contando con la distribución de Universal Music y colocándose en primer lugar de ventas tan solo a una semana de su lanzamiento y manteniéndose en el top 10 por varias semanas. En este disco, grabado en Miami, Florida, Paco incursiona como productor musical en los arreglos de algunos temas. Además de incluir los dos sencillos predecesores, Lo Mejor De Tu Vida comenzó a sonar con asistencia en la radio a la par de su respectivo videoclip inspirado en el Acapulco de los años 60. Posteriormente, lanza Granada, del compositor Agustín Lara, con minucioso arreglo swing realizado por Eduardo Magallanes; el video de este tema es filmado en blanco y negro, rindiendo homenaje al llamado cine noir de los años 40.
En 2015, Paco de María continuó cosechando éxitos a través de sus conciertos en gira por la República Mexicana, presentándose también en sitios especializados en jazz, así como por quinto año consecutivo de taquilla agotada con toda su big band en el Lunario del Auditorio Nacional en donde presentó un concierto especial para celebrar el centenario del natalicio de Frank Sinatra. Paralelamente, lanza Cuando Quieras… (Edición Deluxe) incluyendo un disco extra con lo mejor de su discografía y un DVD con videoclips y entrevistas exclusivas. El disco, nuevamente se convierte en un hit de ventas en las listas de World Music.
En sus constantes presentaciones por la República Mexicana y el extranjero, Paco ha generado un fenómeno de boca en boca a través de la gente que asiste a sus shows. Anteriormente ha compartido el escenario con figuras como Paul Anka y Raúl Di Blasio, de quienes ha recibido admiración y excelentes impresiones.
En el 2017 recibió su primer nominación a las Lunas del Auditorio Nacional, presea que distingue a lo más relevante y destacado del mundo del show y entretenimiento en México y donde participan destacados artistas internacionales también; dentro de la categoría de Jazz y Blues, Paco de María se hizo acreedor de tal premio, afianzando nuevamente que sigue siendo el principal exponente del género en su país.
Sin embargo y luego de este gran reconocimiento por parte de la industria del entretenimiento en México, nuevamente y por segunda ocasión consecutiva, recibe su segunda nominación para el mismo galardón el 2018.
En la Ciudad de México, la respuesta del público se ha convertido en llenos totales en escenarios de prestigio como el Lunario del Auditorio Nacional en el que se ha presentado por decimosexta ocasión  consecutiva hasta el pasado 2019, sin embargo los recintos que el crooner ha pisado no se limitan a la antesala del Auditorio Nacional, teniendo conciertos también en el Teatro de la Ciudad Esperanza Iris, el Plaza Condesa, el Centro Cultural Roberto Cantoral, el Fat Crow con más de 100 conciertos en temporada, el Voila con más de 20 Conciertos, la Planta de Luz, el Zinco Jazz Club con más de 15 conciertos y el Bataclán, sumados a más de un centenar de shows a lo largo de todo el país, Paco de María también conquistó el Teatro Metropólitan en 2018 al celebrar 10 años de trayectoria artística; su gira se ha convertido en símbolo de garantía y calidad, actualmente llevándola a escenarios inimaginables como ferias y festivales en Zacatecas, Aguascalientes, Mérida, Matamoros, Querétaro, Toluca, Guadalajara, entre muchos más sin faltar la CDMX, siempre acompañado de su Big Band Paco de María  y su orquesta que está integrada por grandes músicos de probada formación y amplia trayectoria profesional en escenarios internacionales continúa creciendo y llegando a toda la república mexicana.
El más reciente disco Paco de María (2018) fue  su cuarta producción discográfica homónima la cual fue grabada entre Miami, Mérida y la Ciudad de México además de continuar gira y realizando constantes presentaciones en todo el país, en esta cuarta producción de la cual de María también es productor, se desprenden temas como “Te Quiero Dijiste” “Bésame Mucho”, “Todo Mi Corazón” “Just a Gigolo” y un homenaje a Juan Gabriel integrado por un Medley de “Ya lo sé que tú te vas y Costumbres” interpretada con el singular estilo de Paco de María entre muchos éxitos más de la época dorada de la música interpretadas al estilo de las grandes bandas; este así como sus anteriores discos, se han colocado en los primeros lugares de venta del territorio y digitales a nivel global, confirmando que el público de todas las edades gusta de la música de calidad y elegante que sólo Paco de María y su Big Band son capaces de proporcionar.
Actualmente Paco de María se encuentra preparando su quinta producción que será nuevamente punta de lanza en la fusión de géneros, esta vez entre la música de las grandes bandas y los éxitos que marcaron el género del rock de los años 70, 80 y más, con agrupaciones como Radiohead, Queen, Aerosmith, The Police, entre muchos más, una sorpresa que promete seguir recabando éxitos y rompiendo paradigmas al fusionar nuevos ritmos para seguir conquistando el mercado musical. 

## Discografía
Álbumes
- 2007: Enamórate
- 2011: Una Buena Señal
- 2014: Cuando Quieras...
- 2018: Paco de María

Álbumes recopilatorios y ediciones especiales
- 2012: La Voz del Big Band (Edición Especial) (CD + DVD)
- 2015: Cuando Quieras... (Edición Deluxe) (2 CD + DVD)

Sencillos
- 2007: Perfidia
- 2007: Enamórate
- 2009: Tu Cabeza En Mi Hombro
- 2012: Preso
- 2013: Desahogo
- 2013: Dueño de Nada
- 2014: Lo Mejor de Tu Vida
- 2015: Granadaiu
- 2016: Cuando yo quería ser grande
- 2017: Ya lo sé que tu te vas / Costumbres (Homenaje a Juan Gabriel)
- 2017: Just a Gigolo
- 2018: Todo mi corazón
- 2018: Orgullo Mexicano